# Gonomyia flavidapex
Gonomyia flavidapex är en tvåvingeart som beskrevs av Edwards 1927. Gonomyia flavidapex ingår i släktet Gonomyia och familjen småharkrankar. Inga underarter finns listade i Catalogue of Life.